# Thorictus bonnairei
Thorictus bonnairei is een keversoort uit de familie spektorren (Dermestidae). De wetenschappelijke naam van de soort werd in 1894 gepubliceerd door Erich Wasmann.